# Martin Scales
Martin Scales (Garmisch-Partenkirchen, 26 september 1967) is een Duits/Britse jazzgitarist en -componist.

## Biografie
Martin Scales begon op 10-jarige leeftijd met gitaarspelen. Op 15-jarige leeftijd trad hij al regelmatig op met coverbands in de clubs en hotels van het Amerikaanse leger in Garmisch-Partenkirchen en omgeving. Tegelijkertijd groeide de interesse voor jazz. Op 19-jarige leeftijd nam hij privélessen bij de jazzgitarist Peter O’Mara en richtte hij zijn eigen jazzensemble op met Johannes Enders en zijn broer Patrick Scales. Na zijn studie aan de gerenommeerde The New School in New York bij Adam Nussbaum, Joe Chambers, Garry Dial, Mike Stern en Vic Juris en aan de Hochschule für Musik und Tanz Keulen woonde hij tot 2007 in München.
Tussen 1997 en 2002 was hij gitarist in alle afleveringen van het tv-programma Bullyparade bij ProSieben. In 2007 verhuisde hij zijn levenscentrum naar Frankfurt am Main, waar hij sindsdien permanent lid is van de hr-bigband. In 2007 werd hij docent jazzgitaar aan de Hochschule für Musik Freiburg.
Samen met zijn broer Patrick Scales (elektrische bas) bracht hij drie cd's uit onder zijn eigen naam, waaronder Grounded, dat werd uitgebracht door Blue Note Records.
Net als zijn broer is hij sinds 2014 lid van Klaus Doldingers Passport.

## Discografie
Onder eigen naam
- 1994: Scalesenders, This And More, GLM (1994)
- 1997: Scales Brothers, Our House, Enja (1997)
- 2000: Scales, Grounded, Blue Note Records (2000)

Met andere artiesten (selectie)
- 2006: Joo Kraus & Basic Jazz Lounge, The Ride, Edel Records
- 2006: Biboul Darouiche & Soleil Bantu: Africa is calling, BHM
- 2004: Sabina Hank feat. Bob Mintzer: Music in a Mirror, Quintone
- 2002: Till Brönner: Blue Eyed Soul, Verve Records
- 2001: Wolfgang Haffner: Urban Life, Skip Records
- 2001: Tony Lakatos: Move It, Universal Music Group Japan
- 1997: Alison Welles, Expect Me, House Master Records featuring Bob Mintzer, Dave Samuels
- 1997: Zappel Bude, Mood Records
- 1996: Pee Wee Ellis, A New Shift, minor music

- Bibsys: 1465453925448
- Gemeinsame Normdatei: 135434408
- International Standard Name Identifier: 0000 0000 5754 4739
- MusicBrainz: 430a2472-fbd9-4e95-828f-428f60383474
- Virtual International Authority File: 80181604
- WorldCat: E39PBJqqmTY3XDDwtMwx9qR3Qq